# Ryjówka chińska
Ryjówka chińska (Sorex sinalis) – gatunek ssaka z rodziny ryjówkowatych. Mało znany endemit chiński.

## Budowa
Ryjówka chińska jest dużą ryjówką, zarówno pod względem długości głowy i ciała, jak również ogona. Długość głowy i ciała wynosi między 6,4 a 8,5 cm, a więc więcej niż u ryjówki średniej czy szinto, ale mniej niż u ryjówki pazurzastej. Ogon ryjówki chińskiej osiąga długość od 4,9 do 6,8 cm, również więcej niż u ryjówki szinto czy średniej. Tylna stopa ma od 1,3 do 1,7 cm. Wymiar od kłykci potylicznych do siekaczy wynosi między 2,04 a 2,16 cm. Rzędy zębów liczą od 8,9 do 9,6 mm. Masa ciała nie jest znana.
Ubarwienie ryjówki chińskiej jest ogólnie jednolicie szarobrązowe. Po dokładniejszej obserwacji można odróżnić grzbiet barwy orzechów laskowych, nieco jaśniejszy od mniej żywych barw brzucha.
Autorzy opisują długi pysk i wąską mózgoczaszkę. Zęby ubarwione są jasno. Na przednich siekaczach na środku powierzchni przyśrodkowej znajduje się niewielki ząbek.

## Systematyka

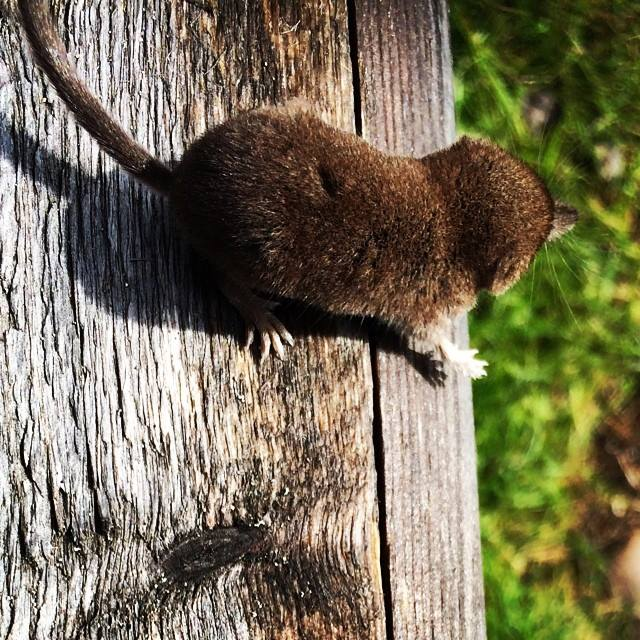
Bliską krewną ryjówki chińskiej jest ryjówka średnia

Opis ryjówki chińskiej (podobnie jak ryjówki szinto) opublikował w 1912 Oldfield Thomas. Jako miejsce typowe autor podał 45 miles S.E. of Feng-siang-fu, Shensi, 10,500', a więc 72 km na południowy wschód od Fengxiangu w Shaanxi, na wysokości 3200 m.
Pozycja ryjówki chińskiej wśród innych ryjówek nie została jednoznacznie ustalona, badania jej poświęcone są dosyć skąpe. Na podstawie badań czaszki wnosi się o jej pokrewieństwie z ryjówką średnią i równozębną. Badania genetyczne wskazały natomiast bliskie pokrewieństwo ryjówek średniej i szinto. Różnica pomiędzy nimi nie jest do końca ewidentna. Gatunkiem blisko spokrewnionym z tymi dwoma jest właśnie ryjówka chińska. Wraz z ryjówką równozębną oraz ryjówką pazurzastą tworzą one grupę gatunkową caecutiens. Wraz z kilkoma innymi grupami gatunków oraz gatunkami nieobjętymi żadną grupą zalicza się ona do podrodzaju Sorex (Sorex), jednego z dwóch podrodzajów w rodzaju Sorex, zwanym po polsku ryjówką. Jest to jedyny rodzaj umieszczany w plemieniu Soricini, czyli ryjówki. Plemię to, wraz z plemionami Blarinini, Blarinellini, Anourosoricini, Notiosoricini i Nectogalini, należy z kolei do podrodziny Soricinae, jednej z trzech podrodzin rodziny ryjówkowatych Soricidae.
Ryjówka chińska to gatunek monotypowy.

## Tryb życia
Nie ma informacji na temat trybu życia i cyklu życiowego ryjówki chińskiej. Inne ryjówki prowadzą samotny tryb życia, wykazują terytorializm.

## Rozmieszczenie geograficzne
Ryjówka chińska żyje w Chinach. Dokładny zasięg występowania nie został jednoznacznie ustalony, a dostępne dane mogą sugerować zasięg większy, niż w rzeczywistości. Zaliczają się do niego góry na południu Gansu, południu Shaanxi i w zachodnim Syczuanie. Ponadto zwierzę to może występować w Tybecie, jednak IUCN go nie wymienia. Tereny te leżą na wysokości między 2700 a 3000 m nad poziomem morza. Zwierzę znane jest tak naprawdę z kilku oddalonych od siebie stanowisk.

## Ekologia
Zwierzę to żyje w górach, pośród skał i mchów na urwiskach czy szczytach górskich.

## Zagrożenia i ochrona
IUCN ostatnim razem ocenił status ryjówki chińskiej w 2015. Przyznał jej status braku danych. Całkowita liczebność populacji jest nieznana. Nie wiadomo również, jak przedstawia się trend populacyjny. Nie wiadomo, jakie zagrożenia zagrażają istnieniu gatunku.